# Pedra Mole
Pedra Mole là một đô thị thuộc bang Sergipe, Brasil. Đô thị này có diện tích 79 km², dân số năm 2007 là 2779 người, mật độ 35,18 người/km².